# Jason Knight (futbolista)
Jason Knight (Dublín, 13 de febrero de 2001) es un futbolista irlandés que juega en la demarcación de centrocampista para el Bristol City F. C. de la EFL Championship.

## Selección nacional
Tras jugar con la selección de fútbol sub-17 de Irlanda, la sub-18, la sub-19 y la selección de fútbol sub-21 de Irlanda, finalmente hizo su debut con la selección absoluta el 14 de octubre de 2020 en un partido de la Liga de Naciones de la UEFA 2020-21 contra Finlandia que finalizó con un resultado de 1-0 a favor del combinado finlandés tras el gol de Fredrik Jensen.

## Clubes
| Club               | País       | Año       | Partidos | Goles |
| ------------------ | ---------- | --------- | -------- | ----- |
| Derby County F. C. | Inglaterra | 2019-2023 | 166      | 14    |
| Bristol City F. C. | Inglaterra | 2023-     | 102      | 10    |